# Cijagamulya
Cijagamulya is een bestuurslaag in het regentschap Kuningan van de provincie West-Java, Indonesië. Cijagamulya telt 1363 inwoners (volkstelling 2010).